# سلستينو كورباتشو
سلستينو كورباتشو (فالفيردي دي ليجانيس، باداخوز، 14 نوفمبر 1949) سياسي إسباني، كان عضوًا في البرلمان الكتالوني ووزير العمل والهجرة في حكومة خوسيه لويس رودريغيز ثاباتيرو بين عامي 2008 و2010.
كان رئيس بلدية دي لوبريغات من 1994 حتى 2008، ونائب الرئيس ثم رئيس مجلس محافظة برشلونة. كان عضوا في حزب كاتالونيا الاشتراكي. بعد الانتخابات المحلية لعام 2019 أصبح عضوًا في مجلس مدينة برشلونة عن حزب المواطنون. ليس لديه خلفية أكاديمية أو أي تدريب مهني مهني بالإضافة إلى أي خبرة عمل ذات صلة خارج السياسة.